# 11 (nombre)
« Onze » redirige ici. Cet article concerne le nombre 11. Pour l'année, voir 11.
Pour les articles homonymes, voir Onze (homonymie).
Le nombre 11 (onze) est l’entier naturel qui suit 10 et qui précède 12.

## En mathématiques
Le nombre 11 est :
- le cinquième nombre premier et, en base 10, le plus petit nombre premier à deux chiffres ;
- le cinquième nombre premier supersingulier (sur quinze en tout) ;
- le cinquième nombre premier de Chen (tout nombre premier supersingulier est un nombre premier de Chen)
- le troisième nombre premier sûr de la forme 2n + 1 avec n premier : 2 × 5 + 1 ;
- le quatrième nombre premier de Sophie Germain (nombre premier n tel que 2n + 1 est premier) : en effet (2 × 11) + 1 = 23 est premier ;
- un nombre premier unique ;
- le quatrième nombre premier non brésilien bien qu'il soit répunit 11 = 1110, mais par convention l'écriture n = 11n–1 est proscrite, sinon, tout nombre serait alors brésilien.

Le nombre 11 est également :
- le onzième nombre uniforme et, en particulier, le deuxième répunit ;
- le premier nombre palindrome ayant plus de un chiffre en base 10, l'unique nombre premier palindrome ayant un nombre pair de chiffres[1] ;
- le quatrième nombre chanceux d'Euler (sur six en tout) ;
- un nombre d'Eisenstein premier ;
- le cinquième nombre de Heegner (sur neuf en tout) ;
- le sixième terme de la suite des nombres de Lucas.

11 ouvre la série des répunits premiers, dont seuls sept représentants sont connus (Rn désigne le répunit écrit avec n « 1 ») : R2 = 11, R19, R23, R317, R1031, R49081 et R86453.
Par ailleurs, il forme :
- avec 13, nombre premier suivant, le troisième couple de nombres premiers jumeaux (nombres premiers de la forme n et n + 2) ;
- avec 7, le deuxième couple de nombres premiers cousins (nombres premiers de la forme n et n + 4) ;
- par deux fois, un couple de nombres premiers sexy (nombres premiers de la forme n et n + 6): une fois avec 5 (5 et 11 : le premier couple) et une fois avec 17 (11 et 17 : le troisième) (il fait partie du premier quadruplet de nombres sexy, 5 11 17 23).

Un polygone à onze côtés est un hendécagone ou « undecagone ». On emploie l'adjectif « hendécagone » ou « endécagone » ou « hendécagonal ».
On ne peut pas construire avec exactitude un hendécagone avec une règle et un compas car 11 n'est pas un nombre premier de Fermat (démontré par Gauss).
En base treize et en des bases plus élevées (comme dans le système hexadécimal), 11 est représenté par la lettre B, quand 10 est représenté par A. Cependant, dans le système duodécimal, 11 est parfois représenté par la lettre E et 10 par la lettre T.

## Procédés de calcul
- Divisibilité par 11 : voir la section correspondant à 11 dans la liste de critères de divisibilité.
- Multiplication par 11 :

On faisait grand cas autrefois, avant la calculette, des moyens ou "trucs" permettant de mémoriser facilement ou d'obtenir plus vite des résultats d'opérations.
À cet égard, la table de multiplication par 11 a ravi des générations de petits écoliers : pour avoir le résultat, il suffit de doubler le chiffre du multiplicande.
Multiplicande à 1 chiffre :
1 × 11 = 11
2 × 11 = 22
3 × 11 = 33
4 × 11 = 44
5 × 11 = 55
6 × 11 = 66
7 × 11 = 77
8 × 11 = 88
9 × 11 = 99
Multiplicande à 2 chiffres :
1/ La somme des 2 chiffres ne dépasse pas 9 :
On intercale cette somme entre les deux chiffres du multiplicande.
Exemple : 54 × 11 ? somme des chiffres : 5 + 4 = 9 ? interposition : 5 / 9 / 4 ? résultat : 594
2/ La somme des 2 chiffres dépasse 9 :
Même principe et on additionne le chiffre des dizaines de la somme à celui des dizaines du multiplicande.
Exemple : 89 × 11 ? somme des chiffres : 8 + 9 = 17 ? interposition : 8 / 17 / 9 ? addition du chiffre des dizaines de la somme au chiffre des dizaines du nombre : 8 + 1 = 9 / 7 / 9 ? résultat : 979
Multiplicande à 3 chiffres :
La procédure devient plus longue à expliquer qu'à appliquer ! Elle reste très simple.
1/ La somme des 3 chiffres ne dépasse pas 9 :
On additionne le chiffre central au chiffre de gauche puis de droite. On juxtapose les deux résultats. Le nombre à deux chiffres obtenu prend la place du chiffre du milieu.
Exemple : 135 × 11 ? addition gauche : 1 + 3 = 4 ? addition droite : 3 + 5 = 8 ? juxtaposition : 48 ? placement au centre : 1 / 48 / 5 ? résultat : 1485
2/ La somme des 3 chiffres dépasse 9 :
Idem. On obtient deux nombres à deux chiffres. On juxtapose. On place au centre. On réduit par addition les deux premiers segments de deux chiffres.
Exemple : 689 × 11 ? addition gauche : 6 + 8 = 14 ? addition droite : 8 + 9 = 17 ? juxtaposition : 1417 ? placement au centre : 6 / 1417 / 9 ? réduction 1er segment : 6 + 1 = 7 ? réduction 2e segment : 4 + 1 = 5 ? résultat : 7579
Multiplicande à n chiffres :
On reproduit le même principe n - 1 fois.
Ou encore :
On multiplie le nombre (à 3 chiffres ou plus) par 10 et on ajoute le nombre.
Exemple : 3197 × 11 ? multiplication par 10 : 31970 ? Addition du nombre : 31970 + 3197 ? Résultat : 35067

## Étymologies
Parce que nous avons dix doigts, la numération en base 10 est quasi universelle. Les 10 premiers nombres entiers sont distinctement nommés. Mais comment désigner le 11e ?
Étymologiquement, on distingue deux grands types de dénominations : certaines langues disent : "un-dix", d’autres : "dix-un" (en simple juxtaposition ou avec un connecteur).
Exemples en "1 + 10"
Sanskrit : ekadasa (un-dix).

Grec : hendeca (un-dix).

Latin : undecim (un-dix) dont découlent onze (français), undici (italien), once (espagnol), un spre zece (roumain).

Germanique : par exemple einlif (vieux haut allemand)•••, elf (allemand, néerlandais), eleven (anglais).

Celtique : par exemple oin deec (irlandais), un ar dec (gallois), unnek (breton) etc.
••• lif désigne "le reste", "ce qui a été laissé" (to leave) au sens de "mis en réserve auparavant", c'est-à-dire 10.
Exemples en "10 + 1"
Turc : on bir (dix-un).
Tibétain : bcu-gcig (dix-un).
Mongol : arban nigän (dix-un).
Chinois : shi yï (dix-un).
Aztèque : matlactli-on-ce (dix et un) etc.
On peut affirmer que le "passage à 11" marque une étape essentielle dans la conception d'un système de numération. Il fonde le principe de la base, laquelle n'est autre que le nombre d'unités qu'il est nécessaire de grouper à l'intérieur d'un ordre donné pour former une unité de l'ordre immédiatement supérieur (Georges Ifrah).
Exceptionnellement, l’étymologie révèle d’autres structures.
Exemples autres
Turc archaïque : bir yegirmi (un-vingt) à interpréter comme « la 1re unité avant 20 » ou « 1er dans la tranche qui aboutit à 20 » par un décompte anticipatif.
Api des Nouvelles-Hébrides : lualuna tai (littéralement : deux mains-un) à interpréter comme 2 × 5 (la main ou 5 étant la base du système) + 1.
Dans des techniques de calcul archaïques procédant par repérage de parties du corps, la valeur 11 suivant celle des dix doigts se retrouve souvent associée à un petit orteil. Par exemple chez les Indiens Lengua du Chaco, au Paraguay, 11 est signifié comme "arrivé au pied–un".
Cependant, on ne passe pas forcément d’une main à l’autre jusqu’à 10. Si le dénombrement commence toujours avec les doigts d'une main, il peut se poursuivre selon toutes sortes de parcours à travers le corps. C’est ainsi que la valeur 11 s’est, entre autres, retrouvée associée au nez (Papous de Nouvelle-Guinée), au pectoral gauche (Elema de Nouvelle-Guinée), au coude gauche (Indiens du détroit de Torrès) etc.
Synonymie numérale
Le sanskrit a joué et joue encore en Inde et en Asie du Sud-est un rôle comparable à celui du latin et du grec en Europe. Il imprègne tous les domaines de la connaissance. Son système numérique est étonnant en ce qu’il autorise toutes sortes de synonymes (symboliques, métaphoriques…) pour désigner les nombres.
À titre d’exemple, 11 - ekadasa en langage ordinaire - est aussi Bhava ("L’Eau"), Ishvara ("Le Seigneur de l’Univers"), Mahâdeva ("Le Grand Dieu"), Shulin ("Le Maître des animaux")…etc.
La clef de ces attributions est le dieu Shiva en personne (autre synonyme), l’une des trois divinités majeures hindoues, émanation de Rudra (" Le Rouge" ou "Le Grondeur" ou "Le Violent" ou "Le Seigneur des larmes", synonymes), lui-même personnification des onze souffles vitaux nés du front de Brahmà.

## Au fil de l'Histoire
- Les Onze d'Athènes étaient un collège de magistrats spécialement institué à Athènes pour la poursuite, le jugement, l'incarcération et / ou l'exécution des malfaiteurs. Ce collège se composait de dix citoyens tirés au sort dans chacune des dix tribus et d'un greffier. Ils jouaient d'abord le rôle d'officiers de police en maintenant la sécurité dans les différents quartiers de la ville, et en faisant surveiller par leurs agents les gens suspects. En cas de flagrant délit ou de soupçons graves, ils faisaient traduire, sous leur responsabilité, les accusés devant les tribunaux dont ils devenaient alors les présidents. Enfin, la tâche de faire exécuter les condamnations prononcées leur incombait. Le bourreau de la cité était à leur ordre. Alors qu'il appartenait démocratiquement aux citoyens de saisir la justice, les Onze, en pratique, avaient à s'occuper des affaires difficiles (criminelles le plus souvent), comme il y en a toujours. En tant qu'exécuteurs des jugements, les Onze eurent à préparer le poison pour Socrate (voir Platon : le Phédon). Pendant la tyrannie des Trente, ils mirent à mort Théramène (voir Xénophon).
- Un degré de 11 marches exhaussait au Moyen Âge les trois portails de Notre-Dame de Paris.
- Seuls les rois de France nommés Louis ont dépassé le numéro 10, avec Louis XI (1461-1483).
- En 1429, Jeanne d'Arc mit 11 jours à se rendre de Vaucouleurs à Chinon pour y rencontrer le dauphin. La durée du périple est certaine. Les dates ont été controversées. (L'ingénieur topographe Maurice Vachon, dans sa thèse sur "La Chevauchée de Jehanne la Pucelle de Vaucouleurs à Chinon" (1990), s'appuyant, entre autres, sur un document de découverte récente, fixe le départ au mardi 22 février et l'arrivée au vendredi 4 mars).
- Le pays qui deviendra l'Australie naît le 26 février 1788 avec l'accostage de 11 navires anglais.
- le 17 décembre 1903, Orville Wright, à bord du Flyer, parvint à voler pendant 11 secondes.
- La Première Guerre mondiale a pris fin à 11 heures le 11e jour du 11e mois de 1918.
- La nuit de cristal se déroula le 9 novembre 1938 soit le 9/11/1938
- Les manuscrits de la mer Morte ont été découverts (depuis 1947) dans 11 grottes.
- Apollo 11 a amené les premiers hommes sur la Lune en 1969.
- À Munich, lors des Jeux Olympiques, le 5 septembre 1972, 11 athlètes israéliens furent assassinés par des Palestiniens du groupe Septembre noir (2 abattus, 9 pris en otage puis exécutés).
- Le 1er janvier 1999, 11 pays de l'Union européenne adoptent l'euro.
- Le 11 septembre 2001, le World Trade Center s'effondre.
- Le manifeste de l'indépendance du Maroc a été déposé le 11 janvier 1944.
- Le 11 mars 2011 se produit un séisme au Japon de magnitude 8.9, le plus violent séisme qu'ait connu le pays de son histoire[2].
- Le 11 septembre 1973, assassinat de Salvador Allende au Chili, coup d'État de Pinochet[3].

- Années historiques : -11, 11, 1911, ou 2011.

## Dans le christianisme
- Symbolismes :

Le nombre 11 s'articule très souvent avec 12. Si 12  évoque toujours l'image d'une perfection céleste, il semble que cette perfection - par cette raison même - soit difficile à réaliser sur terre. Intervient alors le 11, comme " marque de contingence terrestre" sur la route de la perfection. Une unité temporaire, une recherche, un travail. (De façon analogue, le 6 des six jours de la Semaine s'articule au 7 de l'ensemble achevé avec le dimanche.)
Ainsi, le groupe initial des 12 apôtres perd l'un de ses membres en la personne de Judas, et avant que celui-ci soit remplacé, la communauté devient celle des "Onze". Ce sont eux qui vivent les temps de la Passion et la Résurrection.
Il y a d'ailleurs onze Évangiles de la Résurrection, c'est-à-dire que, dans les quatre Évangiles, on trouve onze passages distincts se rattachant à la Résurrection.

Onze apôtres meurent martyrs. L'exception est Jean.
Dans le Chemin de Croix des 14 Stations dites "traditionnelles", la IVe Station est la rencontre de Jésus avec sa Mère.
La Vierge Marie est donc présente à onze Stations.
(1. Jésus est condamné à mort 2. Jésus est chargé de sa Croix 3. Jésus tombe sous le poids de sa Croix 4. Jésus rencontre sa Mère 5. Simon de Cyrène aide Jésus à porter sa Croix 6. Une femme pieuse essuie la face de Jésus 7. Jésus tombe pour la seconde fois 8. Jésus console les filles de Jérusalem 9. Jésus tombe pour la troisième fois 10. Jésus est dépouillé de ses vêtements 11. Jésus est cloué sur la Croix 12. Jésus meurt sur la Croix 13. Jésus est descendu de la Croix et remis à sa Mère 14. Jésus est mis au tombeau.)
- La parabole des ouvriers de la onzième heure, est dans Matthieu : chapitre 20, versets 1 à 16.

1. Car le royaume des cieux est semblable à un maître de maison qui sortit de grand matin afin d'embaucher des ouvriers pour sa vigne.
2. Étant convenu avec les ouvriers d'un denier par jour, il les envoya à sa vigne.
3. Il sortit vers la troisième heure, en vit d'autres qui se tenaient sur la place sans rien faire,
4. et leur dit: " Allez, vous aussi, à ma vigne, et je vous donnerai ce qui sera juste. "
5. Et ils y allèrent. Il sortit encore vers la sixième et la neuvième heure, et fit la même chose.
6. Étant sorti vers la onzième (heure), il en trouva d'autres qui stationnaient, et il leur dit: " Pourquoi stationnez-vous ici toute la journée sans rien faire? "
7. Ils lui disent: " C'est que personne ne nous a embauchés. " Il leur dit: " Allez, vous aussi, à la vigne. "
8. Le soir venu, le maître de la vigne dit à son intendant: " Appelle les ouvriers et paie-leur le salaire, en commençant par les derniers jusqu'aux premiers. "
9. Ceux de la onzième heure vinrent et reçurent chacun un denier.
10. Quand vinrent les premiers, ils pensèrent qu'ils recevraient davantage; mais ils reçurent, eux aussi, chacun un denier.
11. En le recevant, ils murmuraient contre le maître de maison, disant:
12. " Ces derniers n'ont travaillé qu'une heure, et tu les as traités comme nous, qui avons porté le poids du jour et la chaleur. "
13. Mais lui, s'adressant à l'un d'eux, répondit: " Ami, je ne te fais point d'injustice: n'es-tu pas convenu avec moi d'un denier?
14. Prends ce qui te revient, et va-t'en. Je veux donner à ce dernier autant qu'à toi.
15. Ne m'est-il pas permis de faire en mes affaires ce que je veux? Ou ton œil sera-t-il mauvais parce que, moi, je suis bon?
16. Ainsi les derniers seront premiers, et les premiers derniers. "

Un rapprochement est possible avec le verset 11 du chapitre 11 de L'Ecclésiastique : "Il en est qui peinent, se fatiguent et se hâtent pour n'en être que mieux distancés."
11 nombres sont communs aux quatre Evangiles : 1 2 3 5 6 7 10 12 30 100 5 000 (On les rencontre au moins une fois dans chacun d'eux).
- Les Onze Mille Vierges :

Ursule était la fille d’un roi breton (Notlhus, Maurus ?) de la fin duIIIe - début du IVe siècle. Elle fut demandée en mariage par un prince de Grande-Bretagne, ou d'outre-Rhin, non converti au christianisme. Ursule voulait rester chrétienne. Elle le rebuta. Plusieurs de ses amies à qui d’autres princes avaient fait la même demande rejetèrent le mariage pour la même raison. Risquant d’attirer des représailles contre leurs pères, elles décidèrent de fuir. Elles se rendirent d’abord en pèlerinage à Rome puis s’embarquèrent sur le Rhin à destination de Cologne. Une tempête les jeta sur les rives du fleuve où elles furent capturées par les Huns. Refusant d’abjurer leur foi, elles furent martyrisées et mises à mort.
Faute de documents avérés, tout ce récit, qui connaît des variantes, est, on le conçoit, à mettre au conditionnel.
En 1155, on découvrit dans une église de Cologne (aujourd’hui sous le vocable de Sainte Ursule) une inscription latine, gravée sur un mur du Ve siècle, faisant allusion à un massacre de jeunes vierges au IIIe siècle, avec, entre autres, les chiffres (ou lettres ?) XIMV. Aucun nom. Comme on retrouva à proximité des ossements de jeunes femmes, vieux de plusieurs siècles, on attribua ceux-ci à Ursule et à ses compagnes de voyage.
C’est au XIe siècle que le nombre des compagnes d’Ursule, les vierges martyres, fut fixé à 11 000.
Deux hypothèses tentent d’expliquer ce nombre, il faut bien l’avouer, tant soit peu excessif.
Il est d’abord possible que les gens de l’époque aient interprété l’inscription XIMV, comme "XI Mille Vierges" (M notant 1000 dans la numération romaine) alors qu’il eût fallu comprendre "XI = onze M = Martyres V = Vierges", selon un mode d’abréviation banal dans les inscriptions lapidaires. (S'il en est ainsi, on peut supposer dix compagnes à Ursule.)
Une autre hypothèse est que le prénom d’Undecimilla de l’une des compagnes d’Ursule engendra la confusion.
Sainte Ursule et les Onze Mille Vierges ont été extrêmement populaires au Moyen Âge dans le Nord de la France, en Allemagne, aux Pays-Bas et en Italie. Elle est la patronne des jeunes filles et des drapiers.
Le calendrier grégorien a fixé la date d’anniversaire de sainte Ursule et des Onze Mille Vierges au 21 octobre. Lorsque le navigateur portugais José Alvarez Faguendes découvrit, le 21 octobre 1520, l’archipel de Saint-Pierre-et-Miquelon, il donna aux îles le nom de "Onze mille Vierges", selon un usage suivi par d’autres navigateurs en d’autres occasions.
- Le catéchisme du curé d'Ars :

Dans sa très longue journée (qui commençait à 1 heure du matin par la confession des femmes), le curé d'Ars, saint Jean-Marie Vianney, enseignait le catéchisme entre 11 heures et midi. C'était le fameux "catéchisme de onze heures", que beaucoup d'adultes venaient écouter.

## Islam
- le numéro de la sourate Hud dans le Coran.

## Carnaval rhénan
Le nombre 11 tient une place si spectaculaire dans le Carnaval rhénan qu’il mérite un développement spécifique.
Depuis des temps immémoriaux, les peuples ont fêté le solstice d’hiver pour chasser les mauvais esprits. Le 11 novembre correspond à la Saint Martin. Ce jour-là, dans la tradition, on allumait les premiers feux de l’hiver.
Le Carnaval rhénan commence très officiellement le 11 / 11  à 11 h 11. Une  commission de 11 personnes établit les 11 commandements qu’il faudra respecter pendant toute la durée du carnaval. C’est un honneur d’en faire partie. On est alors un onzier.
Le Carnaval dure jusqu’au Mercredi des Cendres. La dernière semaine, la Semaine des Fous (les Narren), est celle des folles festivités. D’abord, le jeudi précédent la semaine du Mardi Gras, c’est le Jour des Femmes. Elles arpentent les rues et coupent les cravates des hommes. Le dimanche, le Prince Carnaval prend possession des clefs de la ville. Son règne doit durer trois jours. Le lundi, c’est le Rosenmontag ("Lundi des Roses"), grand rendez-vous du défilé carnavalesque. À la fin des cortèges, tout le monde se retrouve sur la place de la ville pour faire cuire le cochon engraissé depuis le 11 / 11.
En allemand, 11 se dit Elf. On a pu faire le rapprochement avec la devise de la République Française : Liberté Égalité Fraternité. Si l’on fait passer l’égalité en premier – ce qui est le programme carnavalesque même – l’acrostiche de la devise devient Egalité Liberté Fraternité : ELF, c’est-à-dire onze.
Cette relation – plutôt qu’explication – pourrait remonter à l’occupation de la Rhénanie par les armées révolutionnaires de Napoléon, et à l’instauration du français comme langue officielle.
Des valeurs de subversion, de dérision (des Dix commandements, de la majestueuse solennité du 12… etc.) jouent nécessairement un rôle dans son utilisation emblématique.

## Occurrences diverses
- 10 à la puissance 11, 1 suivi de 11 zéros, 100 milliards (100 giga), est l'estimation du nombre d'étoiles de notre galaxie, du nombre de galaxies de l'univers, et… du nombre de livres existant sur Terre (Gérard Villemin).
- alphabet : Le plus petit jeu de phonèmes pour une langue, celui du rotaka, une des huit cents langues papoues, parlé dans l'île de Bougainville, comprend 11 phonèmes : 5 voyelles [a e i o u] et 6 consonnes [b g k p r t].
- astronomie :
  - Le nombre de dimensions de l'espace-temps dans la théorie M.
  - Le cycle d'activité magnétique du soleil dure 11 ans (1984-1995-2006…)
  - Par la distance, le 11e satellite de Jupiter est Himalia.
  - 11 Parthénope appartient à la ceinture d'astéroïdes entre Mars et Jupiter. Parthénope est une sirène de la mythologie grecque. Le nombre placé devant un nom d'astéroïde indique le rang de sa découverte (avec des exceptions beaucoup plus loin dans la liste d'une longueur… astronomique).
- basque :
  - En langue basque, le mot hamaika (variante : hameka) signifie à la fois "onze" et "infini" : trace probable d'une conception très ancienne dans laquelle un nombre qui dépasse la  mesure des dix doigts tombe dans "l'indénombrable", "l'infini".
- beaux-arts :
  - Les connotations du nombre 11 en "Germania" (voir ci-dessus) ne sont sans doute pas étrangères au fait que plusieurs mouvements artistiques allemands ont adopté celui-ci comme signe de reconnaissance :
    - Le groupe 11, de Stuttgart (années 1950).
    - L'Association des onze, de Berlin (fin XIXe).
    - Die Elf (de) (« Les Onze »), de Munich (fin XIXe).
- calendrier : Une nuit valant 11 jours…
  - L'année julienne excède l'année solaire vraie de 11 minutes et 14 secondes. L'écart provoqué vaut 1 jour au bout de 128 ans. Sur la fin du XVIe siècle, le pape Grégoire XIII décida de rattraper le retard de 11 jours accumulé. La réforme eut lieu en 1582. Le lendemain du jeudi 4 octobre fut le vendredi 15 octobre. Sainte Thérèse d'Avila mourut cette nuit-là. Le nouveau calendrier dit grégorien s'est généralisé lentement. (En France, le passage s'est fait dans la nuit du dimanche 9 décembre au lundi 20 décembre 1582.)
- Canada : 
  - La feuille d’érable de son drapeau présente 11 pointes.
  - Sa pièce de 1 dollar est hendécagonale.
  - L’horloge qui apparaît sur ses billets de banque affiche 11 heures.
  - Le motif de la Couronne s'y trouve en 11 versions différentes.
- chimie :
  - Le numéro atomique du sodium, un métal alcalin.
  - 11B est l'isotope stable du bore apparaissant naturellement.
  - Le groupe 11 de la table périodique des éléments contient le cuivre, l'argent, l'or, le roentgenium.
- coutume :
  - En nombre d'années de mariage : les noces de corail ou de zinc.
- figures :
  - Le 11e signe du Zodiaque est le Verseau.
  - Le 11e animal de l'astrologie chinoise est le Chien.
  - La 11e carte du tarot de Marseille représente « La Force ou la Femme victorieuse du Lion ». Il ne s’agit pas de la puissance - ou de la brutalité - animale, mais de la vraie vertu de force, nourrie d’intelligence, reposant sur une maîtrise de soi.
- films :
  - La dame d'onze heures : film de Jean Devaivre, 1947, policier.
  - Entre onze heures et minuit : film de Henri Decoin, 1948, policier.
  - Onze fioretti de François d'Assise : film de Roberto Rossellini, 1950, adaptation de l'ouvrage hagiographique anonyme du XIVe siècle sur François d'Assise intitulé Les Fioretti (lequel compte 26 chapitres).
  - Le onzième commandement : un film de Mama Keïta, sorti en 1998.
  - Ocean's eleven : film de Steven Soderbergh, sorti en 2002, comédie d'action.
  - Onze heures quatorze : film de Greg Marcks, 2003, thriller.
  - Les onze commandements : film de François Desagnat, 2004, burlesque trash signé Michaël Youn.
  - 11 : 11 Le mal a un numéro : film de Michael Bafaro, 2005, thriller.
  - Trois films ont à ce jour connu le triomphe exceptionnel de remporter 11 Oscars, dont celui du "Meilleur film". Ce sont : Ben-Hur,  film de William Wyler, (1959) ; Titanic, film de James Cameron (1997) ; Le Seigneur des anneaux : Le Retour du roi, film de Peter Jackson (2003). (Les Oscars sont attribués l'année suivante.)
- Littérature :
  - Le onzième commandement est un roman de Lester del Rey
  - Le onzième commandement est un livre d'André Rossfelder
  - Les Onze est un livre de Pierre Michon
- ordinateur :
  - La touche F11 commande le plein écran. Sur Mac, elle cache les fenêtres.
- Pékin :
  - En vue des Jeux Olympiques débutant le 08/08/08 à 8 heures 8…, le 11 de chaque mois, les Chinois de Pékin s'entraînaient à la propreté : essentiellement ne pas cracher dans la rue.
- pléistocène :
  - Quand on inscrit l'histoire de l'univers dans le temps d'une année, l'australopithèque, premier hominidé, apparaît le 31 décembre, en plein milieu de la 11e heure… du soir (à 22 h 30) !
- sport :
  - Il y a 11 joueurs dans une équipe de football. On substantive l'adjectif numéral pour  désigner "une équipe de foot" : les onze.
  - Le point du coup de pied de réparation est à 11 mètres de la surface de but.
  - Le magazine Onze Mondial et sa récompense annuelle le onze d'or.
  - 11 joueurs également sur le terrain dans le football américain.
  - 11 joueurs dans une équipe de cricket.
  - Au rugby, le no 11 est l'ailier gauche.
  - Au badminton, lorsqu'un joueur arrive à 11 points, une pause peut être demandée.
  - Au tennis de table, le set est gagné par le premier joueur à atteindre 11 points.
- vitamine :
  - La vitamine B 11, ou carnitine (car elle est présente dans la viande) brûle les graisses.
- Ligne 11

## En français
- belles-lettres :
  - Le nombre 11 a eu une importance particulière pour Georges Perec (1936-1982), en raison de la date de décès de sa mère, en déportation. Perec écrit dans W ou le souvenir d’enfance (1975) : « Ma mère n'a pas de tombe. C'est seulement le 13 octobre 1958 qu'un décret la déclara officiellement décédée, le 11 février 1943, à Drancy (France). ». L'absence de ses parents est un motif récurrent de l'œuvre de Perec, en particulier dans ses romans W et La Disparition. Le nombre 11 (souvent associé par Perec au nombre 43) est en particulier présent dans Quel petit vélo à guidon chromé au fond de la cour ? : 11 mots dans le titres, 11 lettres dans le nom des deux personnages principaux (un certain Pollak Henri et un certain Karaschmerz), qui portent chacun dans leur patronyme la onzième lettre de l'alphabet, le K.
  - Onze études sur la poésie moderne de Jean-Pierre Richard (1964).
  - Les Onze Mille Verges ou les amours d'un hospodar de Guillaume Apollinaire (1906).
  - Un lavis à l'encre de Chine de Victor Hugo (exposé dans la maison de l'auteur, Place des Vosges) représente Gavroche à onze ans. On trouve l'inoubliable portrait du gamin, héros de la barricade de la Rue de la Chanvrerie, dans Les Misérables (1862) ; Troisième Partie, intitulée : Marius ; Livre Premier, intitulé : Paris étudié dans son atome… « Si l'on demandait à l'énorme ville : Qu'est-ce que c'est que cela ? elle répondrait : C'est mon petit. »
- langue française :
  - Un « bouillon de onze heures » est un breuvage empoisonné.
  - « Le train onze » : les deux jambes. « Prendre le train onze » : aller à pied.
  - « Onze fois sur dix » : à tous les coups.
  - « Le onze est le symbole de la lutte intérieure, de la dissonance, de la rébellion, de l'égarement, de la transgression de la loi, du péché humain. Il est le signe de l'excès, de la démesure, du débordement, du meurtre. », La jument de la nuit - I. Les Oncles jumeaux, Victor-Lévy Beaulieu, 1995.
  - Le mot onze rime avec absconse (s prononcé z), bonze, bronze, gonze (argotique).
  - Bien qu’il n’y ait pas de h au début de ce mot, les règles s’appliquent comme s’il comportait un h aspiré (pas d'élision ni de liaison) : voir ci-dessus « bouillon de onze heures », mais l'usage entérine certaines exceptions, voir ci-dessous « La dame d'onze heures ».
  - La onzième lettre de l'alphabet latin est k.
  - On peut parler d'une onzaine : elle vaut presque… la douzaine.
  - onzain (moderne) : strophe de onze vers.
  - onzain (ancien) : 1./ - chargement de sel transporté par bateau (région de Nantes). 2./ - chandelier à onze cierges (ou ratelier).
  - La « dame d'onze heures » ou « belle d'onze heures » ou « étoile de Bethléem », en latin ornithogalum umbellatum ('ornithogale en ombelle'), est une fleur blanche de la famille des liliacées, genre des ornithogales, toxique, surtout par son bulbe. Elle ne dépasse pas 1 600 mètres d'altitude, s'épanouit d'avril à juin. Elle doit son nom au fait qu'elle ne s'ouvre qu'en plein soleil. Elle fait partie des trente-huit essences de Bach avec l'indication « choc émotionnel ».
  - La classe de onzième était le cours préparatoire ou CP.
  - En référence au récit des Ouvriers de la onzième heure dans l'Évangile selon Matthieu (voir ci-dessus : Dans le Christianisme), on parle en anglais de la onzième heure pour évoquer « le dernier moment où l'on peut encore agir, s'occuper de quelque chose », dans une situation impliquant en général « le danger et l'urgence » (formules de la Wikipédia anglophone). La formule existe avec le même sens en français mais est moins usitée.
- arithmonymie ? :
  - Le 11e arrondissement de Paris, dit Popincourt, dans le secteur nord-est, forme un quadrilatère irrégulier, incliné à gauche, dont trois angles sont occupés par les places « révolutionnaires » : successivement (en tournant dans le sens inverse des aiguilles d'une montre) place de la République, place de la Bastille, place de la Nation. Le boulevard Voltaire le coupe en diagonale de la République à la Nation. À l'épicentre, place Léon-Blum, se trouve la mairie. La superficie de l'arrondissement est de 366,5 ha.
  - Le département français no 11 est : l'Aude. Préfecture : Carcassonne.
  - L'autoroute française A11 part de Saint-Arnoult-en-Yvelines et va jusqu'à Nantes. Elle est appelée l'Océane.
  - Onzain est une petite ville de Loir-et-Cher, à quinze kilomètres de Blois. Son code postal est (opportunément) 41150 (4+1+1+5=…) !
- versification :
  - Un onzain est une strophe de onze vers. Voir Marot, Saint-Gelais, Lamartine, Musset …
  - Un vers de onze syllabes est un hendécasyllabe. C'est le mètre de la Divine Comédie de Dante.

Exemple de poème en vers hendécasyllabiques :
Arthur Rimbaud, Larme, Mai 1872.
Loin des oiseaux, des troupeaux, des villageoises,
Je buvais, accroupi dans quelque bruyère
Entourée de tendres bois de noisetiers,
Par un brouillard d'après-midi tiède et vert.
Que pouvais-je boire dans cette jeune Oise,
Ormeaux sans voix, gazon sans fleurs, ciel couvert.
Que tirais-je à la gourde de colocase ?
Quelque liqueur d'or, fade et qui fait suer.
Tel, j'eusse été mauvaise enseigne d'auberge,
Puis l'orage changea le ciel jusqu'au soir.
Ce furent des pays noirs, des lacs, des perches,
Des colonnades sous la nuit bleue, des gares.
L'eau des bois se perdait sur des sables vierges,
Le vent, du ciel, jetait des glaçons aux mares…
Or ! tel qu'un pêcheur d'or ou de coquillages,
Dire que je n'ai pas eu souci de boire !

## Toponymes
- Rivière du Onze est un affluent de la rivière à la Roche (rivière Daaquam), coulant dans la municipalité de Sainte-Justine, dans la MRC Les Etchemins, dans Chaudière-Appalaches, au Sud du Québec, au Canada.

### Ouvrages
- Georges Ifrah : Histoire universelle des chiffres, L'intelligence des hommes racontée par les nombres et le calcul, Robert Laffont, 1981, 1994.
- André Jouette : Le secret des nombres, Jeux, énigmes et curiosités mathématiques, Albin Michel, 1996.
- Pierre Rézeau : Petit dictionnaire des chiffres en toutes lettres, Le Seuil, 1993.